# Подстаницкий, Александр Витальевич
Алекса́ндр Вита́льевич Подстани́цкий (15 сентября 1921 — 28 июня 1942) — мурманский поэт и журналист. Писал стихи про север и на военную тематику.

## Биография
Местом рождения в одних источниках указывается Петроград, в других — посёлок Умба Мурманской области, в третьих — город Мурманск. Детство Александра Подстаницкого прошло в селе Пулозеро Мурманской области, где его родители работали в начальной школе учителями. Переехав в Мурманск, их семья поселилась в деревянном бревенчатом доме на площади Пяти Углов. Учился в 18-й и 10-й школах на проспекте Сталина (сейчас проспект Ленина). Первые стихи были опубликованы в газете «Полярная правда». В 1939 году после окончания школы стал сотрудником редакции газеты «Комсомолец Заполярья», в командировках изъездил весь Кольский полуостров. В конце 1940 года по воинскому призыву Александр Подстаницкий попал в омскую лётную школу. В начале Отечественной войны был направлен в 42-й авиаполк 36-й авиационной дивизии дальнего действия воздушным стрелком-радистом в звании сержанта. За отличие в боях получил орден Красной Звезды. Награждён посмертно орденом Красного Знамени. 28 июня 1942 года погиб в воздушном бою у станции Коротыш (д. Росстани) под Ливнами. Похоронен после войны в братской могиле села Коротыш.

## Творчество
Творчество А. Подстаницкого было открыто мурманским журналистом Константином Полтевым, который в 1963 году подготовил к печати его авторский сборник «Недопетая песня» (вышел в Мурманском книжном издательстве тремя изданиями).
Известное мурманчанам дебютное конкурсное стихотворение Александра Подстаницкого «Мурманск вечером» (отрывок):
Мурманск, город мой широкоплечий,
Грудью дамб улёгся на залив. 
День ушёл. У окон бродит вечер. 
У причалов сердится прилив.

## Память

Мемориал на доме № 8 улицы Подстаницкого

В Ленинском округе Мурманска в его честь названа улица Подстаницкого, установлена памятная доска. В деревне Росстани Ливенского района открыт мемориал в его честь.
Об Александре Подстаницком снят телевизионный фильм «Рождение песни».
В 1993 году учреждена областная литературная премия имени молодых поэтов-мурманчан Константина Баёва и Александра Подстаницкого.
В 2009 году по мотивам «Недопетой песни» была выпущена книга В. Сорокажердьева «Александр Подстаницкий: стихи, воспоминания, боевая судьба». 

Бюст А. В. Подстаницкого

В октябре 2014 года на аллее Писателей у Мурманской областной детско-юношеской библиотеки был установлен бюст поэта.